# Роберта Пітерс
Роберта Пітерс (англ. Roberta Peters, справжнє ім'я Роберта Пітерман; 4 травня 1930, Нью-Йорк, США — 18 січня 2017, Рай, Вестчестер, штат Нью-Йорк, США) — американська оперна співачка (колоратурне сопрано).
Одна з найвідоміших американських співачок, яка досягла великого сценічного успіху. Протягом 35 років співпрацювала з Метрополітен-оперою. Нагороджена Національною медаллю США в галузі мистецтв (1998).

## Кар'єра
Роберта народилася в Бронксі, була єдиною дитиною в сім'ї Соломона Пітермана (1908—2001) і Рут Герш (1909—1972) — із сімей єврейських емігрантів з Австро-угорської імперії. Батько був зайнятий у взуттєвій торгівлі, мати працювала модисткою. Роберта почала вчитися музиці у віці 13 років за порадою тенора Жана Пірса. Її першим викладачем був Вільям Герман, відомий своєю вимогливістю та особливою методикою викладання. Під керівництвом Германа Пітерс вивчала іноземні мови та сольфеджіо. Після шести років навчання за сприяння імпресаріо Сола Юрока влаштував Роберті прослуховування у Рудольфа Бінга, директора Метрополітен-Опера. Бінг змусив Роберту співати другу арію Царівни ночі з «Чарівної флейти», з її чотирма фа третьої октави, сім разів, слухаючи з різних кінців зали, щоб переконатися, що вона може заповнити зал звуком. У лютому 1951 Бінг призначив її на цю роль.
Проте Роберті довелося дебютувати раніше. 17 листопада 1950 року Бінг зателефонував їй з проханням замінити хвору Надін Коннер у ролі Церліни в «Дон Жуані». Пітерс, яка знала роль, але жодного разу не виступала на сцені і ніколи не співала з оркестром, погодилася. Того вечора диригував Фріц Райнер, який підбадьорював та підтримував її на сцені. Дебютний виступ публіка зустріла з ентузіазмом і сценічна кар'єра співачки стартувала.
Пітерс мала приємний голос, дуже рухливий у колоратурах, а також миловидну зовнішність. Співачка стала улюбленицею американської публіки та залучила до оперної музики багатьох нових слухачів. Пітерс швидко утвердилася в амплуа субретки та в колоратурному репертуарі театру. Серед її ролей в Метрополітен-опера Сюзанна («Весілля Фігаро» Моцарта), Деспіна («Так чинять усі» Моцарта), Царівна ночі («Чарівна флейта» Моцарта), Амур («Орфей і Еврідіка» Глюка), Марселіна («Фіделіо» Бетовена), Розіна («Севільський цирульник» Россіні), Адіна і Норіна («Любовний напій» та «Дон Паскуале» Доніцетті), Оскар і Нанетта («Бал-маскарад» і «Фальстаф» Верді), Олімпія («Казки Гофмана» Оффенбаха, Софі і Цербінетта («Кавалер троянди» і «Аріадна на Наксосі» Р. Штрауса), Адель («Летюча миша» І. Штрауса). Пізніше Пітерс поповнила репертуар лірико-колоратурними ролями, такими як Аміна («Сомнамбула» Белліні), Лючія («Лючія ді Ламмермур» Доніцетті) та Джільда («Ріголетто» Верді). Пізніший репертуар співаки включає Лакме («Лакме» Деліба), Джульєтту («Ромео і Джульєтта» Гуно), Манон («Манон» Массне). Намагалася співати Віолетту («Травіату» Верді) та Мімі («Богема» Пуччіні). На пізнішому етапі кар'єри співала і в оперетах та мюзиклах, серед них «Весела вдова» Легара, «Король і я» Роджерса. На прощальній виставі в Метрополітен-опері в 1985 році Роберта Пітерс співала Джільду.
Часто виступала і на інших оперних майданчиках: у Ліричній опері Чикаго, в опері Сан-Франциско, Цинциннаті, інших театрах з гастролями Метрополітен-опера. Вже 1951 року Пітерс виступила за кордоном, у Королівському оперному театрі в Лондоні в опері Балфа «Циганка» під керуванням Томаса Бічема. Співала в кількох оперних театрах Італії, Віденській Опері, на Зальцбурзькому фестивалі та у Великому театрі в Москві.
Була дуже популярною на телебаченні. Вона нерідко брала участь у програмах The Voice of Firestone та The Tonight Show, була рекордсменом недільного шоу Еда Саллівана, з'явившись там 65 разів.
Також багато співала у концертах класичної музики, брала участь у популярній серії концертів «Італійська ніч» на стадіоні Льюїсон Нью-Йорку (1962).

## Особисте життя
Недовго була одружена з баритоном Робертом Мерріллом (1952). Знову вийшла заміж 1955 року, мала двох синів. 2010 року овдовіла.
Похована на цвинтарі Вестчестер-Гіллз у Гастінгсі-на-Гудзоні (штат Нью-Йорк).

## Оперна дискографія

### Студійні оперні записи
- Доніцетті, «Лючія ді Ламмермур»: Римський оперний театр, диригент Лайнсдорф; Пітерс, Пірс, Мейро, Тоцці (1957, RCA)
- Глюк, «Орфей та Еврідіка»: Римський оперний театр, диригент Монте; Делла Каза, Стівенс, Пітерс (1957, RCA)
- Моцарт, «Так роблять всі» (англ. мовою): Метрополітен-опера, диригент Штідрі; Пітерс, Штібер, Тебом, Такер, Гуаррера, Альварі (1952, Columbia)
- Моцарт, «Весілля Фігаро»: Віденський філармонічний оркестр, диригент Лайнсдорф; Пітерс, Делла Каза, Елайяс, Тоцці, Лондон (1958, RCA)
- Моцарт, «Чарівна Флейта»: Берлінський філармонічний оркестр, диригент Бем; Лір, Вундерліх, Пітерс, Фішер-Діскау, Красс (1964, Deutsche Grammophon)
- Россіні, «Севільський цирульник»: Метрополітен-опера, диригент Лайнсдорф; Пітерс, Валетті, Меррілл, Корена, Тоцці (1958, RCA)
- Р. Штраус, «Аріадна на Наксосі»: Віденський філармонічний оркестр, диригент Лайнсдорф; Різанек, Пітерс, Юрінац, Пірс, Беррі (1958, RCA)
- Верді, «Ріголетто»: Римський оперний театр, диригент Перля; Пітерс, Рота, Юссі Б'єрлінг, Меррілл, Тоцці (1956, RCA)

### Записи з трансляції Метрополітен-Опера
Записи випущено на CD компанією Sony.
- Доніцетті, «Любовний напій» (5 березня 1966): Пітерс, Бергонці, Гуаррера, Корена; диригент Шипперс
- Моцарт, «Весілля Фігаро» (28 січня, 1961): Амара, Пітерс, Міллер, Сьєпі, Борг; диригент Лайнсдорф
- Оффенбах, «Казки Гофмана» (3 грудня 1955): Амара, Стівенс, Пітерс, Такер, Сінджер; диригент Монтьє
- Верді, «Бал-маскарад» (10 грудня, 1955): Пітерс, Міланова, Андерсон, Пірс, Меррілл; диригент Митропулос
- Верді, «Ріголетто» (22 Лютого 1964): Данн, Пітерс, Такер, Меррілл, Джайотті; диригент Клева